# Футбол у Монако

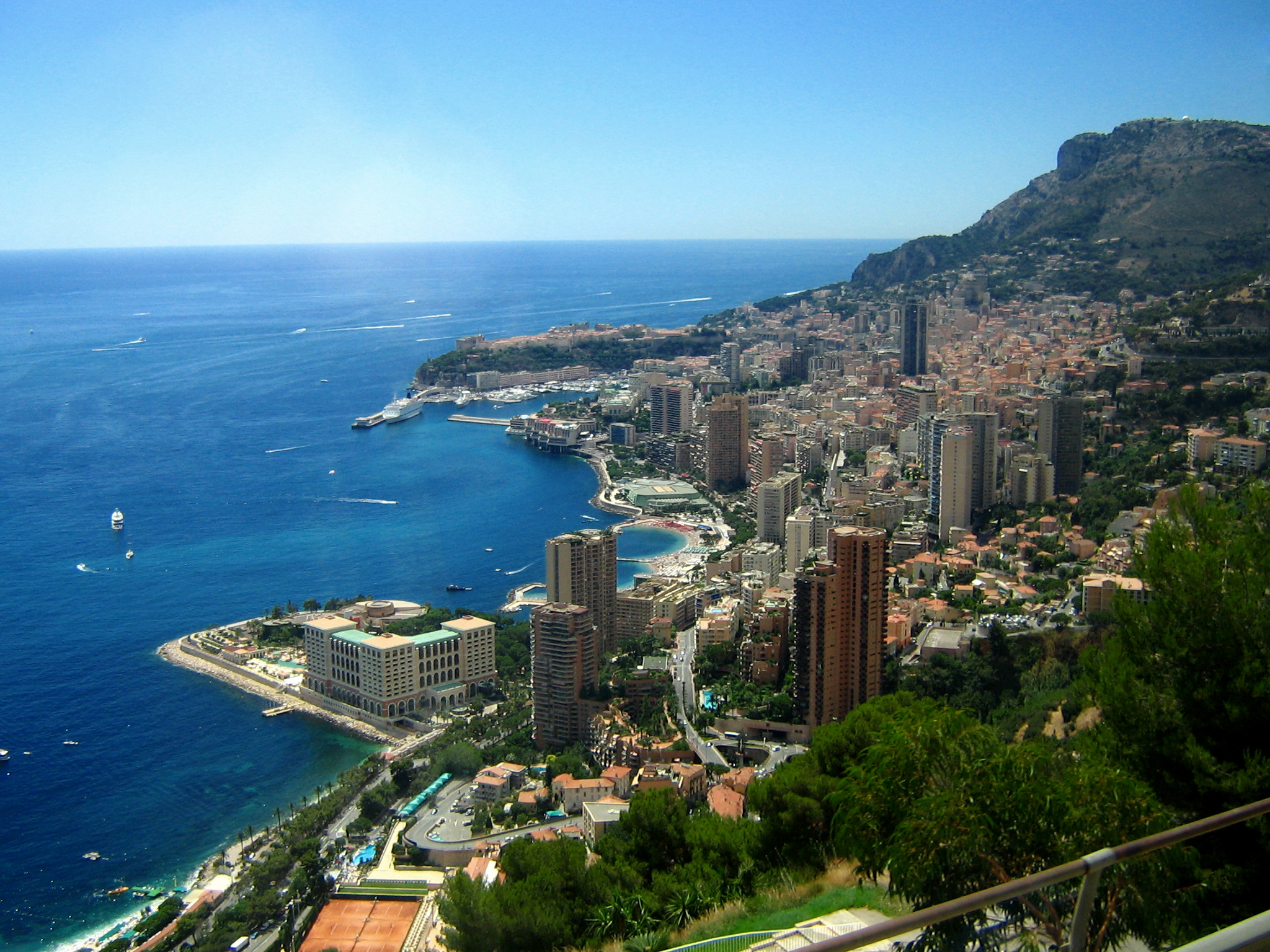
Монако — одна з двох європейських суверенних державам, яка не є членами УЄФА

Футбол в Князівстві Монако є одним з найпопулярніших видів спорту, нарівні з автоспортом, вітрильним спортом і тенісом.

## Збірна
Монако, нарівні з Ватиканом, є єдиними європейськими суверенним державами, які не є членами УЄФА, через що її збірна не може брати участь в кваліфікації чемпіонату світу та Європи. Причина цього є те, що Футбольна Федерація Монако, яка управляє футболом у князівстві, ніколи не подавало заявку на вступ УЄФА, незважаючи на виконання всіх необхідних критеріїв, головним з яких є визнання державою в ООН.
Збірна Монако проводить ігри з командами, які не є членами ФІФА і перебуває в NF-Board, що організовує матчі невизнаних футбольних збірних. Збірна взяла участь у VIVA World Cup 2006 в Окситанії. У цьому змаганні команда Монако посіла друге місце, програвши 21-1 Лапландії у фіналі. Вони грають свої домашні матчі на стадіоні Луї II, який має 18 500 мість і був названий на честь колишнього принца Монако.

## Клуби

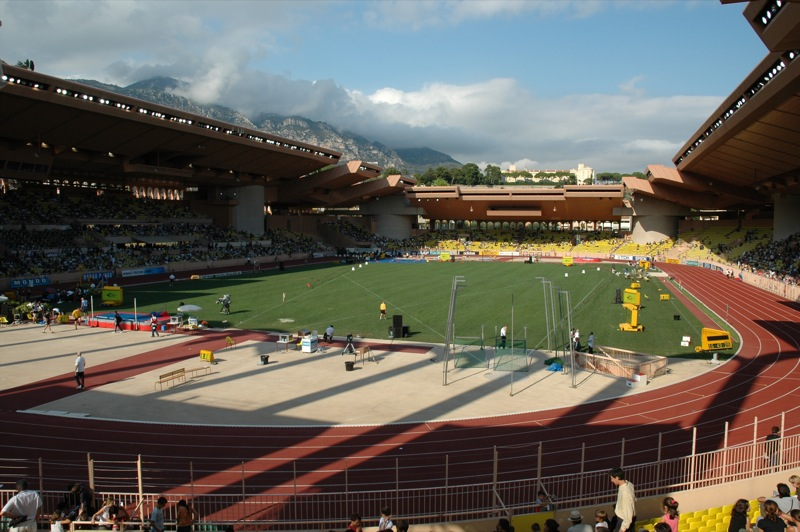
Стадіон Луї II — головна та єдина футбольна арена Монако

### Аматорські клуби
Незважаючи на невеликі розміри, князівство Монако має понад 60 аматорських клубів, які беруть участь у трьох кубкових турнірах держави:
- Кубок Виклику Реньє III
- Кубок Виклику
- Трофей Вілле де Монако

Так як Монако не визнано УЄФА, то переможці даних турнірів не мають права виступати в європейських клубних змаганнях.

### ФК «Монако»
1924 року в Монако був створений однойменний клуб, який став професійним і почав виступати в чемпіонаті Франції. Маючи підтримку з боку князівства, клуб є одним з найтитулованіших команд Франції, сім разів вигравши чемпіонат Франції і п'ять разів кубок Франції. Через те, що команда виступає у французькому чемпіонаті, на євроарені вона представляє саме Францію. 
Найбільшим досягненням клубу в єврокубках був фінал Ліги чемпіонів УЄФА, на шляху до якого клуб переміг мадридський «Реал» і «Челсі».

## Діяльність УЄФА

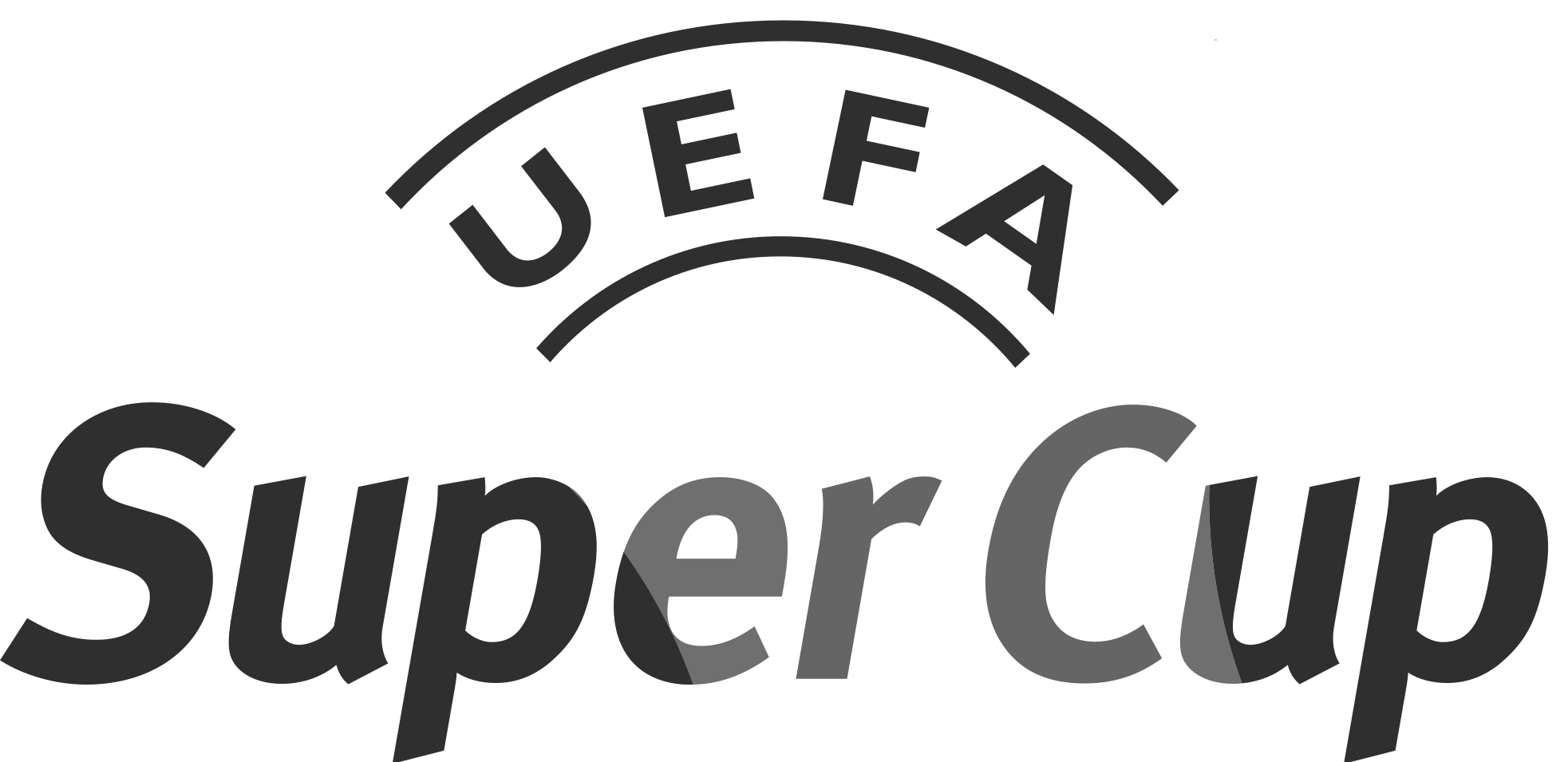
Суперкубок УЄФА — футбольний турнір, що проводився щорічно в Монако з 1998 по 2012 рік

### Суперкубок УЄФА
1986 року в Монако відбувся Суперкубок УЄФА 1986, в якому зустрічались бухарестське «Стяуа» та київське «Динамо». На той час турнір був двоматчевим, проте через політичні мотиви гру вирішили провести на нейтральному полі і вибір впав на Стадіон Луї II.
З сезону 1998 року турнір став одноматчевим і почав щорічно проводитись в Монако, де і проходив 15 разів поспіль до Суперкубка УЄФА 2012 включно, після чого за рішенням УЄФА матч став проходити щороку на різних стадіонах.

### Жеребкування
Монако є місцем щорічного жеребкування Ліги чемпіонів та Ліги Європи.